# Abuye Meda
Abyue Meda è un monte vicino alla città di Dessiè in Etiopia.